# Hôtel de Brionne
L’hôtel de Brionne, dit aussi hôtel d’Armagnac, est un hôtel particulier parisien, construit vers 1676, il est reconstruit en 1734, sur les plans de l'architecte Robert de Cotte. Il est détruit vers 1806.

## Histoire
Le premier hôtel particulier dit hôtel d'Armagnac, ou de Brionne, est construit vers 1676, pour le grand écuyer de France, Louis de Lorraine (1641-1718), comte d’Armagnac, de Charny et de Brionne.

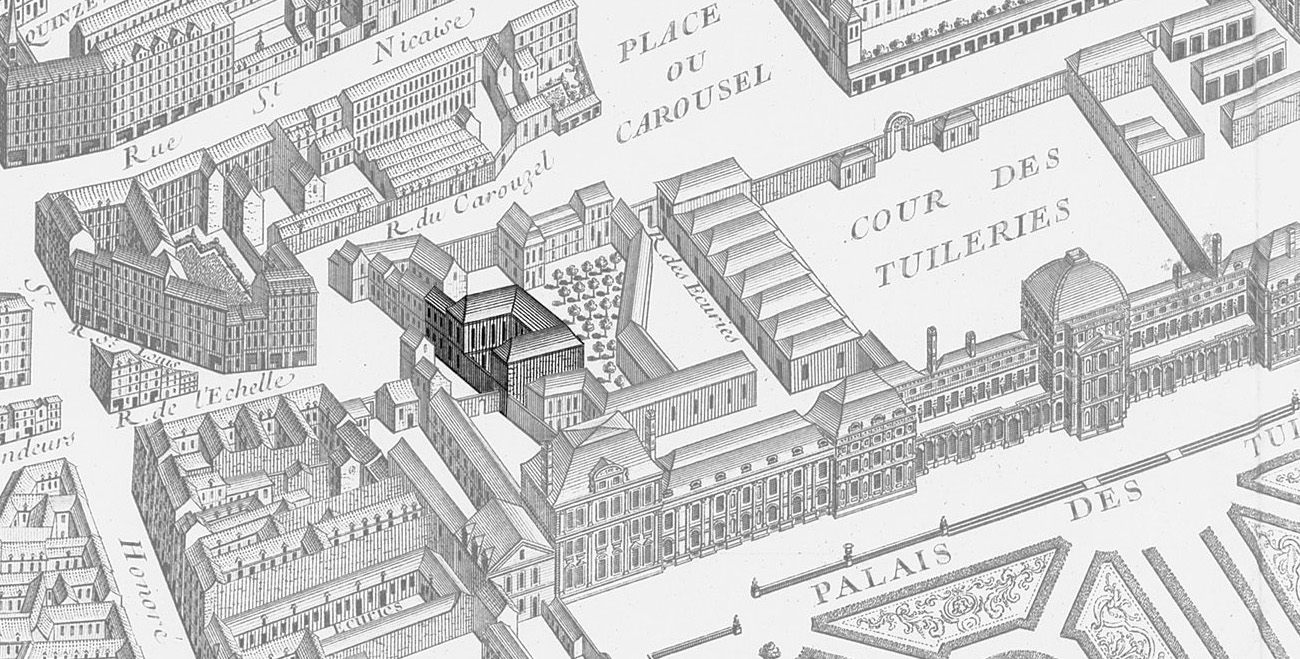
L'hôtel de Brionne sur le plan de Turgot de 1739.

En 1734, cet hôtel particulier est reconstruit, sur un terrain en limite des Tuileries, suivant les plans de Robert de Cotte, architecte pour Charles de Lorraine (1684-1751), comte d’Armagnac, septième fils du précédent, qui a obtenu également, en 1712, la charge de grand écuyer de France.
Cette demeure fut appelée simultanément des deux noms de Brionne et d’Armagnac mais fut finalement dénommée simplement l’hôtel de Brionne. Il semble qu'il ait été distinct de l’hôtel de La Vallière en 1772, mais il y était réuni sous Louis XVI. 
Sous la Révolution, le Comité de sûreté générale s'y installe dans la première semaine du mois de mai 1793. Il partage alors les lieux avec d'autres Comité et Commissions. Un passage couvert permettait de communiquer avec le palais des Tuileries. Le Comité l'occupe seul à partir du mois d'avril 1794 jusqu'à sa dissolution en octobre 1795.
En 1801, l'hôtel est la résidence de Caroline Bonaparte et de Joachim Murat, comme l'atteste la duchesse d'Abrantès : « Un jour je fus la voir à l’hôtel de Brionne où elle logeait alors. Elle occupait le rez-de-chaussée, et M. Benezech et toute sa famille étaient au premier ».
L’hôtel de Brionne est démoli vers 1806, à la même époque que les autres bâtiments de la rue du Carrousel, ces destructions provoquant la disparition de cette rue parisienne. La place du Carrousel s'étend alors des Tuileries jusqu’à la hauteur de la rue de Rohan, et depuis la grande galerie du bord de l’eau jusqu’à celle qui longe la rue de Rivoli. Le déblaiement en fut achevé en 1849.

## Architecture

Hôtel de Brionne, élévations et coupes (1734)
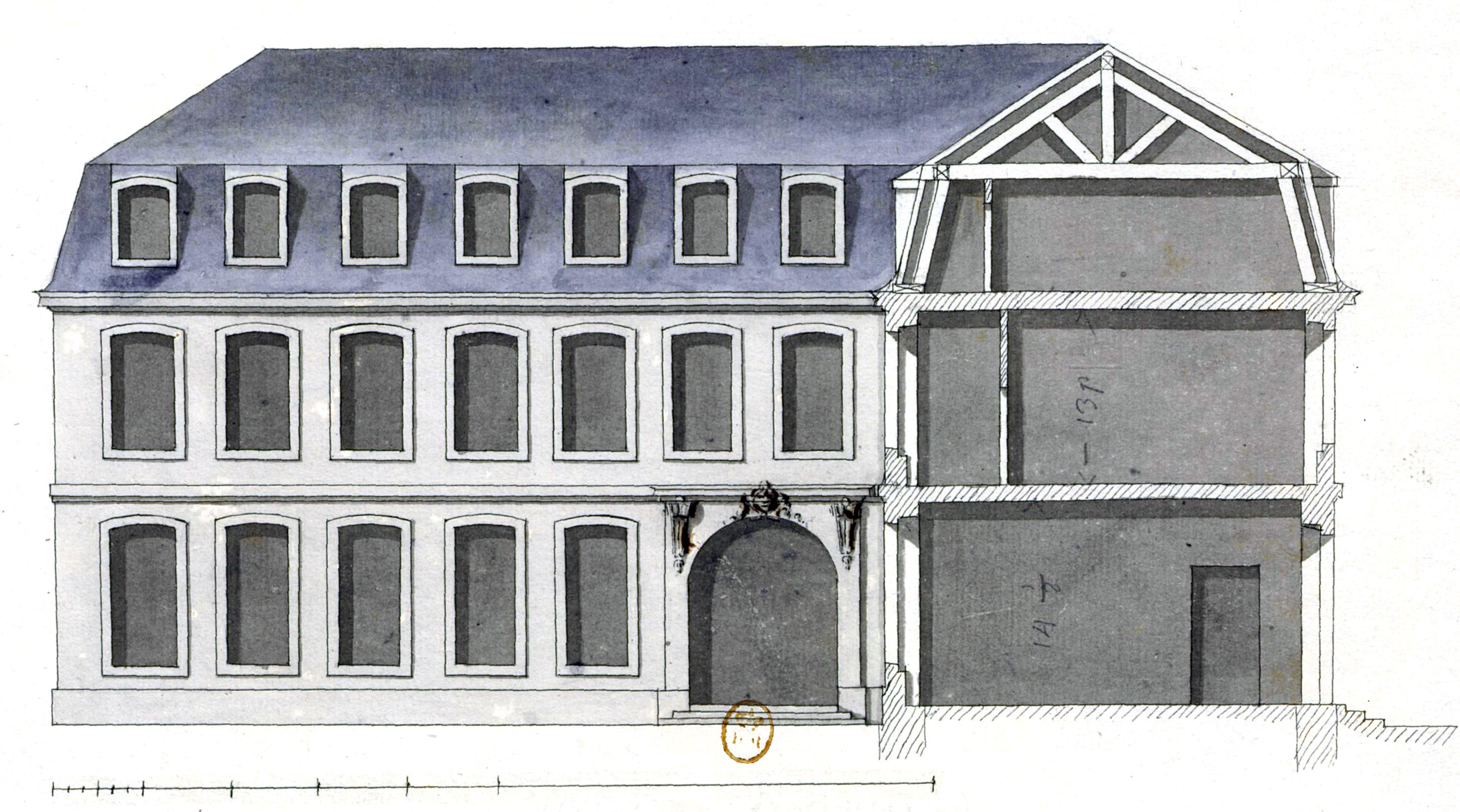
Aile gauche.
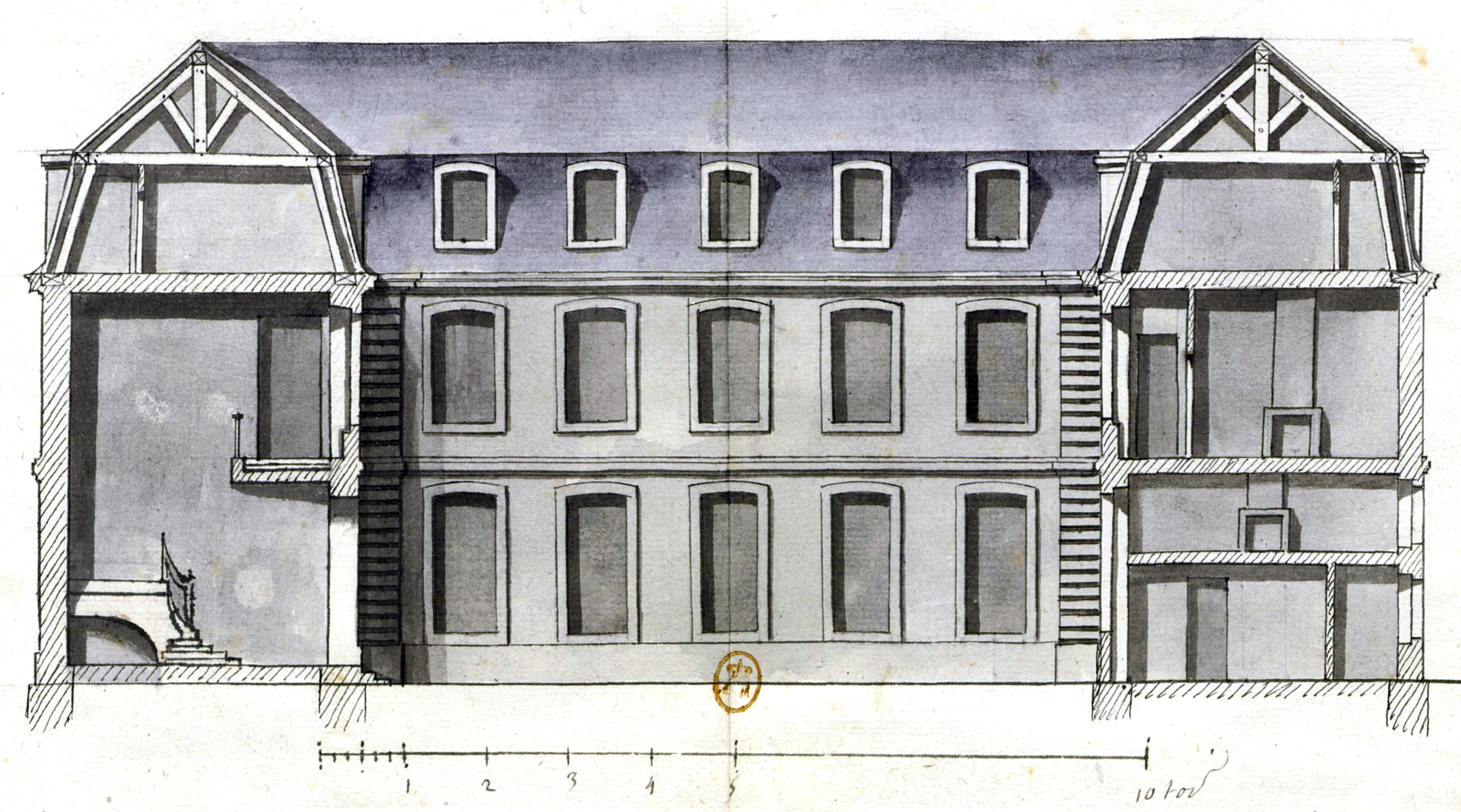
Façade côté cour.
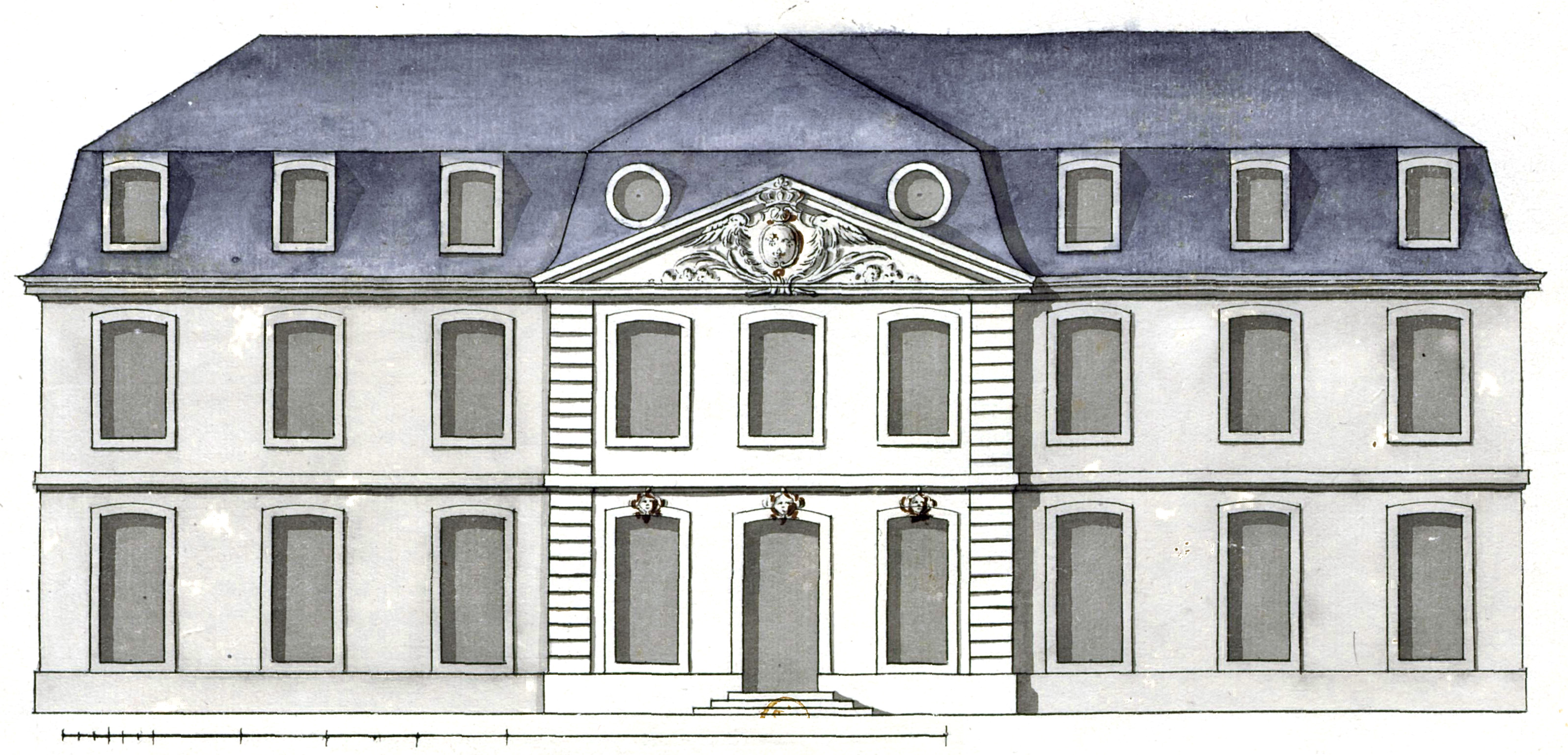
Façade côté jardin.